# Greg Anthony
Gregory Carleton Anthony, detto Greg (Las Vegas, 15 novembre 1967), è un ex cestista statunitense, professionista nella NBA.

## Vita privata
È il padre biologico di Cole Anthony.

## Carriera
È stato selezionato dai New York Knicks al primo giro del Draft NBA 1991 (12ª scelta assoluta).

## Statistiche

### College
| Anno      | Squadra         | PG  | PT  | MP   | TC%  | 3P%  | TL%  | RP  | AP  | PRP | SP  | PP   |
| --------- | --------------- | --- | --- | ---- | ---- | ---- | ---- | --- | --- | --- | --- | ---- |
| 1986-1987 | Portland Pilots | 28  | 27  | 33,0 | 39,8 | 36,8 | 69,4 | 4,3 | 4,0 | 1,9 | 0,3 | 15,3 |
| 1988-1989 | UNLV R. Rebels  | 36  | 34  | 28,5 | 44,3 | 37,6 | 69,9 | 2,8 | 6,6 | 2,4 | 0,2 | 13,0 |
| 1989-1990 | UNLV R. Rebels  | 39  | 39  | 29,7 | 45,7 | 37,5 | 68,2 | 3,0 | 7,4 | 2,7 | 0,4 | 11,2 |
| 1990-1991 | UNLV R. Rebels  | 35  | -   | 31,4 | 45,6 | 39,5 | 77,5 | 2,5 | 8,9 | 2,4 | 0,4 | 11,6 |
| Carriera  | Carriera        | 138 | 100 | 30,5 | 43,7 | 37,9 | 70,7 | 3,1 | 6,9 | 2,4 | 0,3 | 12,6 |

### NBA

#### Regular Season
| Anno      | Squadra             | PG  | PT  | MP   | TC%  | 3P%  | TL%  | RP  | AP  | PRP | SP  | PP   |
| --------- | ------------------- | --- | --- | ---- | ---- | ---- | ---- | --- | --- | --- | --- | ---- |
| 1991-1992 | N.Y. Knicks         | 82  | 1   | 18,4 | 37,0 | 14,5 | 74,1 | 1,7 | 3,8 | 0,7 | 0,1 | 5,5  |
| 1992-1993 | N.Y. Knicks         | 70  | 35  | 24,3 | 41,5 | 13,3 | 67,3 | 2,4 | 5,7 | 1,6 | 0,2 | 6,6  |
| 1993-1994 | N.Y. Knicks         | 80  | 36  | 24,9 | 39,4 | 30,0 | 77,4 | 2,4 | 4,6 | 1,4 | 0,2 | 7,9  |
| 1994-1995 | N.Y. Knicks         | 61  | 2   | 15,5 | 43,7 | 36,1 | 78,9 | 1,0 | 2,6 | 0,8 | 0,1 | 6,1  |
| 1995-1996 | Vancouver Grizzlies | 69  | 68  | 30,4 | 41,5 | 33,2 | 77,1 | 2,5 | 6,9 | 1,7 | 0,2 | 14,0 |
| 1996-1997 | Vancouver Grizzlies | 65  | 44  | 28,7 | 39,3 | 37,0 | 73,0 | 2,8 | 6,3 | 2,0 | 0,1 | 9,5  |
| 1997-1998 | Seattle S.Sonics    | 80  | 0   | 12,8 | 43,0 | 41,5 | 66,3 | 1,4 | 2,6 | 0,8 | 0,0 | 5,2  |
| 1998-1999 | Portland T. Blazers | 50  | 0   | 16,1 | 41,4 | 39,2 | 69,7 | 1,3 | 2,0 | 1,3 | 0,1 | 6,4  |
| 1999-2000 | Portland T. Blazers | 82  | 3   | 18,9 | 40,6 | 37,8 | 77,2 | 1,6 | 2,5 | 0,7 | 0,1 | 6,3  |
| 2000-2001 | Portland T. Blazers | 58  | 0   | 14,8 | 38,3 | 40,9 | 65,7 | 1,1 | 1,4 | 0,7 | 0,1 | 4,9  |
| 2001-2002 | Chicago Bulls       | 36  | 35  | 26,7 | 39,4 | 32,2 | 67,1 | 2,4 | 5,6 | 1,4 | 0,1 | 8,4  |
| 2001-2002 | Milwaukee Bucks     | 24  | 3   | 23,0 | 37,2 | 26,0 | 61,9 | 1,8 | 3,3 | 1,2 | 0,0 | 7,2  |
| Carriera  | Carriera            | 757 | 227 | 20,9 | 40,3 | 34,9 | 73,3 | 1,9 | 4,0 | 1,2 | 0,1 | 7,3  |

#### Playoffs
| Anno     | Squadra             | PG  | PT | MP   | TC%  | 3P%  | TL%  | RP  | AP  | PRP | SP  | PP  |
| -------- | ------------------- | --- | -- | ---- | ---- | ---- | ---- | --- | --- | --- | --- | --- |
| 1992     | N.Y. Knicks         | 12  | 0  | 17,8 | 41,3 | 41,7 | 60,6 | 1,4 | 3,4 | 1,3 | 0,1 | 5,3 |
| 1993     | N.Y. Knicks         | 15  | 0  | 16,0 | 40,0 | 21,4 | 57,1 | 2,0 | 3,5 | 0,9 | 0,1 | 3,9 |
| 1994     | N.Y. Knicks         | 25  | 3  | 17,4 | 35,2 | 29,5 | 58,3 | 1,1 | 2,4 | 0,8 | 0,3 | 4,9 |
| 1995     | N.Y. Knicks         | 11  | 0  | 12,3 | 39,5 | 30,4 | 90,9 | 0,9 | 1,4 | 0,2 | 0,2 | 4,3 |
| 1998     | Seattle S.Sonics    | 9   | 0  | 13,1 | 30,0 | 26,3 | 37,5 | 1,1 | 1,1 | 0,6 | 0,1 | 3,6 |
| 1999     | Portland T. Blazers | 13  | 0  | 17,3 | 32,7 | 25,8 | 67,6 | 1,1 | 2,5 | 1,0 | 0,1 | 5,2 |
| 2000     | Portland T. Blazers | 15  | 0  | 14,2 | 36,5 | 32,3 | 75,0 | 1,1 | 1,7 | 0,9 | 0,3 | 4,0 |
| 2001     | Portland T. Blazers | 2   | 0  | 8,5  | 33,3 | 33,3 | -    | 0,0 | 0,0 | 0,5 | 0,0 | 2,5 |
| Carriera | Carriera            | 102 | 3  | 15,7 | 36,2 | 29,4 | 64,3 | 1,2 | 2,3 | 0,8 | 0,2 | 4,5 |

## Palmarès
- Campionato NCAA: 1

UNLV Rebels: 1990